# Попеску, Стела
Стела Попеску (рум. Stela Popescu, 21 декабря 1935, Слобозия-Ходороджя, Оргеевский уезд — 23 ноября 2017, Бухарест) — румынская актриса и телеведущая, считающаяся величайшей комедийной актрисой и одной из лучших актрис всех времён в Румынии. У неё были романтические отношения со Штефаном Бэникэ и Александру Аршинелем. Народная артистка Молдавии (2016).
В 2006, 2011 и 2017 годах она была выбрана Disney Pixar для озвучивания Фло на румынском языке в анимационной трилогии «Тачки».

## Биография

### Ранние годы

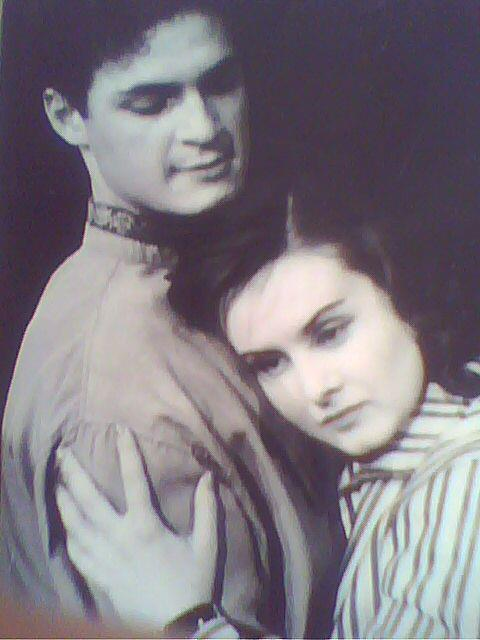
Стела Попеску и Думитру Драган в Маленьком студенте (1960) Николая Погодина

Стела Попеску родилась в семье учителей в селе Слобозия-Ходорожя, Орхей. Её первым воспоминанием была советская оккупация Бессарабии. В 1940 году отца сослали в Сибирь, и она 19 лет не знала, что с ним. В 1944 году, когда Красная Армия освободила занятую союзными нацистской Германии румынскими войсками Молдавию, её мать бежала с дочерью в Брашов. В 1953 году сдала вступительные экзамены и была направлена в школу русского языка им. Максима Горького. Она бросила курс через полтора года, когда поступила в Театр Министерства внутренних дел. В 1956 году она поступила в Университет Караджале, продолжая при этом выступать в театре.

### Карьера
По окончании учёбы Попеску направили в Театр в Брашове, где она участвовала в 400 спектаклях в год. С 1963 по 1969 год она выступала в Театре Константина Тэнасе.
В 1969 году Попеску присоединилась к Театру комедии, но это не помешало ей продолжать выступать с Румынской радиовещательной компанией с 1963 по 2017 год. Она сотрудничала с журналистом румынского журнала Михаем Максимилианом, за которого вышла замуж в 1969 году, вскоре после развода с Дэном Пуйканом.
Она играла в знаменитом спектакле Боэма в саду Боэма, спектаклях, которые вписывались в антивластное движение того времени и пользовались большим успехом у публики. Летом она играла в Театре комедии. В Театре комедии она играла с 1969 по 1993 год, когда вернулась в Театр «Константин Тэнасе». В Театре «Константин Тэнасе» и Театре комедии Попеску сияет в таких песнях, как «Человек, который видел смерть», «Мать Боэма» и «Боэма, моя слабость». Попеску выступала 18 лет в «Премьере», 12 лет в «Петишнере» и 10 лет в «Конверте». Она работала с такими режиссёрами, как Санда Ману, Ион Кохар, Лучиан Джурческу и Валериу Моисеску.
В период с 1971 по 1979 год она изображала пару на сцене и на телевидении со Штефаном Бэникэ.
В 1958 году она дебютировала в кино в фильме «Алло? Вы ошиблись номером». Она снялась в более чем 25 фильмах, таких как «Неа Марин Миллиардер» (1979), «На левом берегу Голубого Дуная» (1983) и «Каждый день я скучаю по тебе» (1988).
Попеску снималась на телевидении, в театральных и развлекательных программах по сценариям Михая Максимилиана, Григоре Попа, Октава Савы и Дэна Михэеску. TVR выпустила DVD «Звезда сквозь звёзды» (2006) и «Стела и Аршинель» (2005), в которых собраны некоторые из её телевизионных выступлений.
С середины 1990-х Попеску была модератором телешоу для женщин на TVR, Realitatea и National TV.
Она играла в сериале Cuscrele (2005—2006), а также в мыльной опере «Война полов» (2007—2008), «Queen» (2008—2009) и Aniela (2009—2010) в роли Коаны Чивы. В 2011 году она вернулась с особой ролью в «Любви и чести».

### Смерть
Стела Попеску была найдена мёртвой своей приёмной дочерью Дойной Максимилиан 23 ноября 2017 года в своём доме в Бухаресте. Причиной её смерти стал инсульт. Прощание с Попеску состоялось в театре Константина Тэнасе в пятницу; она была похоронена 26 ноября на кладбище Черники.

## Работы

### Фильмы
- 1958: Alo? Ați greșit numărul! — Студентка Вероника
- 1972: Astă seară dansăm în familie — Стела
- 1979: Nea Marin miliardar — Шпион
- 1983: Pe malul stîng al Dunării albastre — Чума Лопес
- 1987: Figuranții — амбициозная подруга Зазы Бенгеску
- 2007: De la miel pan’la Eiffel (телефильм)
- 2012: Toată lumea din familia noastră[англ.] — Миссис Визуриану

### Телевидение
- 1999: Ministerul comediei
- 2007: Războiul Sexelor — Тинкута
- 2008: Regina — София Рэдулеску
- 2009: Aniela — Коана Чива
- 2010: Moștenirea — Мариана
- 2011: Iubire și onoare — Захира Раман
- 2013: Spitalul de demență — Фелисия Буларга

## Награды и отличия
- Кавалер ордена Звезды Румынии (21 декабря 2015 года)[11].
- 7 февраля 2004 года президент Румынии Ион Илиеску наградил Стелу орденом «За заслуги перед культурой»[англ.] в степени командора категории D — «Исполнительское искусство» «в знак признательности за всю деятельность, а также за самоотверженность и исполнительский талант, поставленный на службу сценическому искусству и зрелищу»[12].
- Народная артистка Молдавии (9 июня 2016 года, Молдавия) — в знак высокого признания особых заслуг в продвижении театрального и кинематографического искусства, за выдающиеся успехи в творческой деятельности и значительный вклад в развитие культурных отношений между Румынией и Республикой Молдова[13]
- Почётный гражданин Бухареста (22 декабря 2005 года)[14]